# 충청북도학생수련원
충청북도학생수련원(忠淸北道學生修鍊院)은 지방교육자치에 관한 법률 제32조 및청소년기본법제18조에 따라 학생들의 진취적 기상을 신장하고, 인격을 도야하며, 애국애족하는 학생상을 정립하고, 교직원의 후생·복지를 위하여 충청북도교육청 산하에 설치된 소속기관이다.